# Округ Чертков
Округ Чертков (нем. Bezirk Czortków, Чертковский уезд, пол. Powiat czortkowski, укр. Чортківський повіт) — административная единица коронной земли Королевства Галиции и Лодомерии в составе Австро-Венгрии, существовавшая в 1867—1918 годах. Административный центр — Чертков.
Площадь округа в 1879 году составляла 6,0251 квадратных миль (346,68 км2), а население 49 410 человек. Округ насчитывал 44 населённых пунктов, организованные в 43 кадастровых муниципалитета. На территории округа действовал 1 районный суд — в Черткове.
После Первой мировой войны округ вместе со всей Галицией отошёл к Польше.